# Östgöta-Dals landskommun
Östgöta-Dals landskommun var en tidigare kommun i Östergötlands län.

## Administrativ historik
Landskommunen bildades som storkommun vid kommunreformen 1952 genom sammanläggning av de tidigare kommunerna Herrestad, Källstad, Nässja, Rogslösa, Strå, Väversunda och Örberga. Namnet togs från Dals härad med landskapet tillfogat i särskiljande syfte.
Redan i inledningsfasen av nästa kommunreform upphörde kommunen år 1967 och området fördes till Vadstena stad som 1974 uppgick i Motala kommun.
Vid Motalas kommundelning 1980 gick området till åter nybildade Vadstena kommun.
Kommunkoden var 0506.

### Kyrklig tillhörighet
I kyrkligt hänseende tillhörde kommunen församlingarna Herrestad, Källstad, Nässja, Rogslösa, Strå, Väversunda och Örberga. Från 2008 omfattar Dals församling i Linköpings stift nästan samma område än Östgöta-Dals landskommun med en undantag av Strå församling.

## Geografi
Östgöta-Dals landskommun omfattade den 1 januari 1952 en areal av 124,98 km², varav 104,46 km² land.

### Tätorter i kommunen 1960
| Tätort   | Folkmängd |
| -------- | --------- |
| Borghamn | 271       |
| Skedet   | 245       |

Tätortsgraden i kommunen var den 1 november 1960 22,5 procent.

## Politik

### Mandatfördelning i valen 1950–1962
| 19 |  | 10 | 3 | 2 |

| 32 |

| 4 | 18 | 7 | 3 | 3 |

| 31 |

| 17 | 12 | 2 | 4 |

| 32 |

| 18 | 11 | 2 | 4 |

| 32 |